# Manele
Manele er en musikgenre, der er en kombination af orientalsk influeret musik og balkanmusik med en meget stærk indflydelse af romamusik. "Klassisk Manele" er en tyrkisk-afledt genre, der spilles af af lăutarimusikere, mens "moderne manele" er en blanding af tyrkiske, græske, serbiske og arabiske elementer spillet på moderne elektroniske instrumenter med moderne rytmer.
Moderne manele opstod i det fattige romakvarter Ferentari i Bukarest i 1980'erne. Manele er meget populær i Rumæniens fattigste miljøer, og udbredt i Bulgarien, Serbien, Albanien, Montenegro samt dele af Tyrkiet. Manele er nært knyttet til den bulgarske genre chalga, den græske genre skiladiko samt den serbisk genre turbo-folk, og er en blanding af lokale græske, bulgarske og serbiske folkemusik-traditioner over en pop melodi.